# 赤岩口停留場
赤岩口停留場（あかいわぐちていりゅうじょう）は、愛知県豊橋市東田町井原にある豊橋鉄道東田本線の停留場（電停）である。停留場番号は13。東田本線の終点で、愛知県内の私鉄駅としては最東端に当たる。

## 歴史
- 1960年（昭和35年）6月1日：開業。

## 停留場構造
併用軌道上に、単式の上屋付き安全地帯1面1線を持つ。付近にバスと共用の待合所がある。
停留場の西側から続く東田本線の終点であるが、路線は駅の東側数十メートルへ伸び、そこから駅方向へ戻るように豊橋鉄道の赤岩口分区（車両基地）への基地線が分岐している。そのため、出入庫する車両はスイッチバックを行う。夜間滞泊の設定がある。

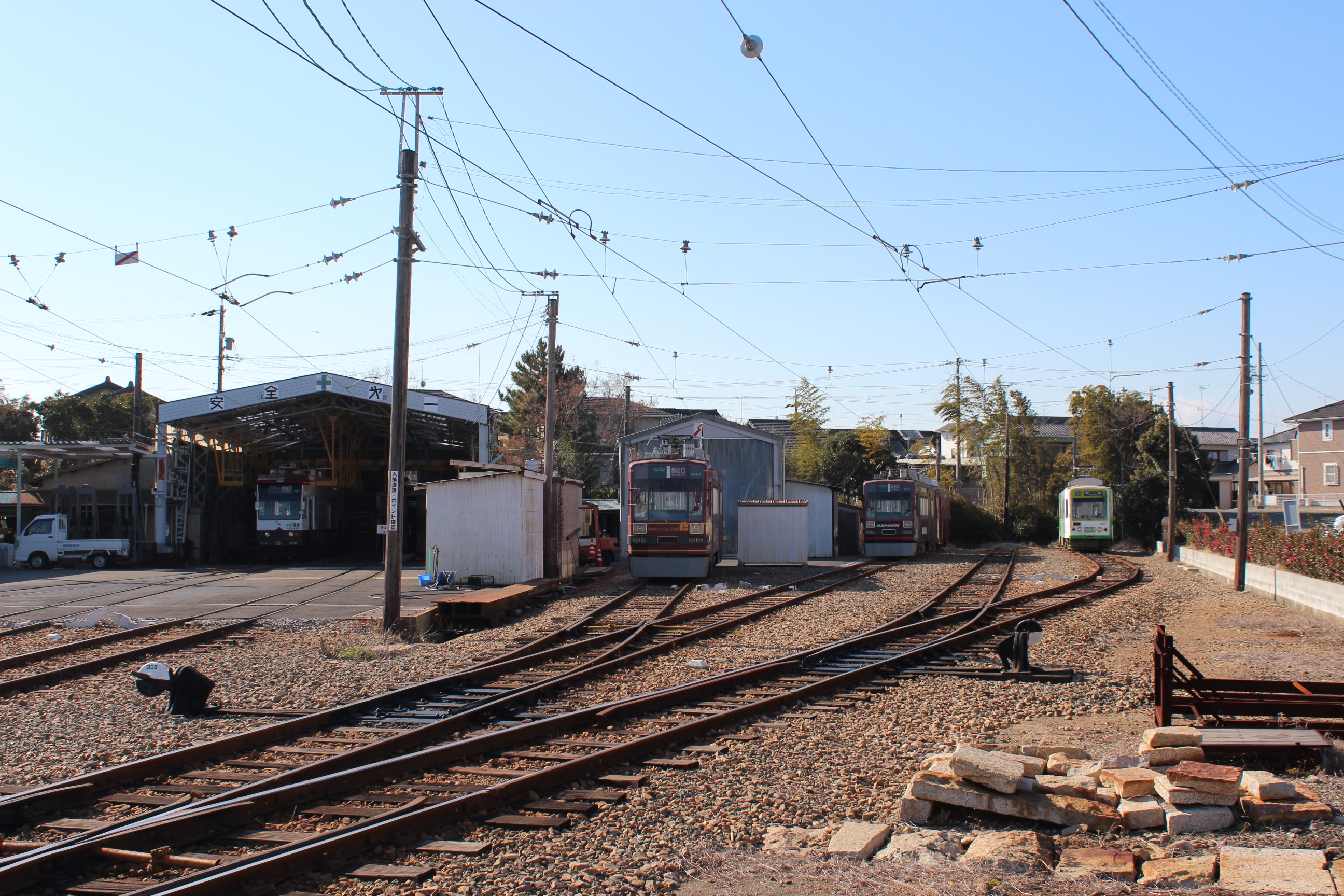
赤岩口分区（2014年1月）

## 停留場周辺
赤岩寺・赤岩山展望台・葦毛湿原への最寄りとなる停留場である。
- 蝉川公園
- 蝉川文化教育センター
- 豊橋浄水場
- 才能教育幼稚園
- ヤマナカ赤岩フランテ館
- 多米街道（豊橋市）
- 市電通り（豊橋市）

## バス路線

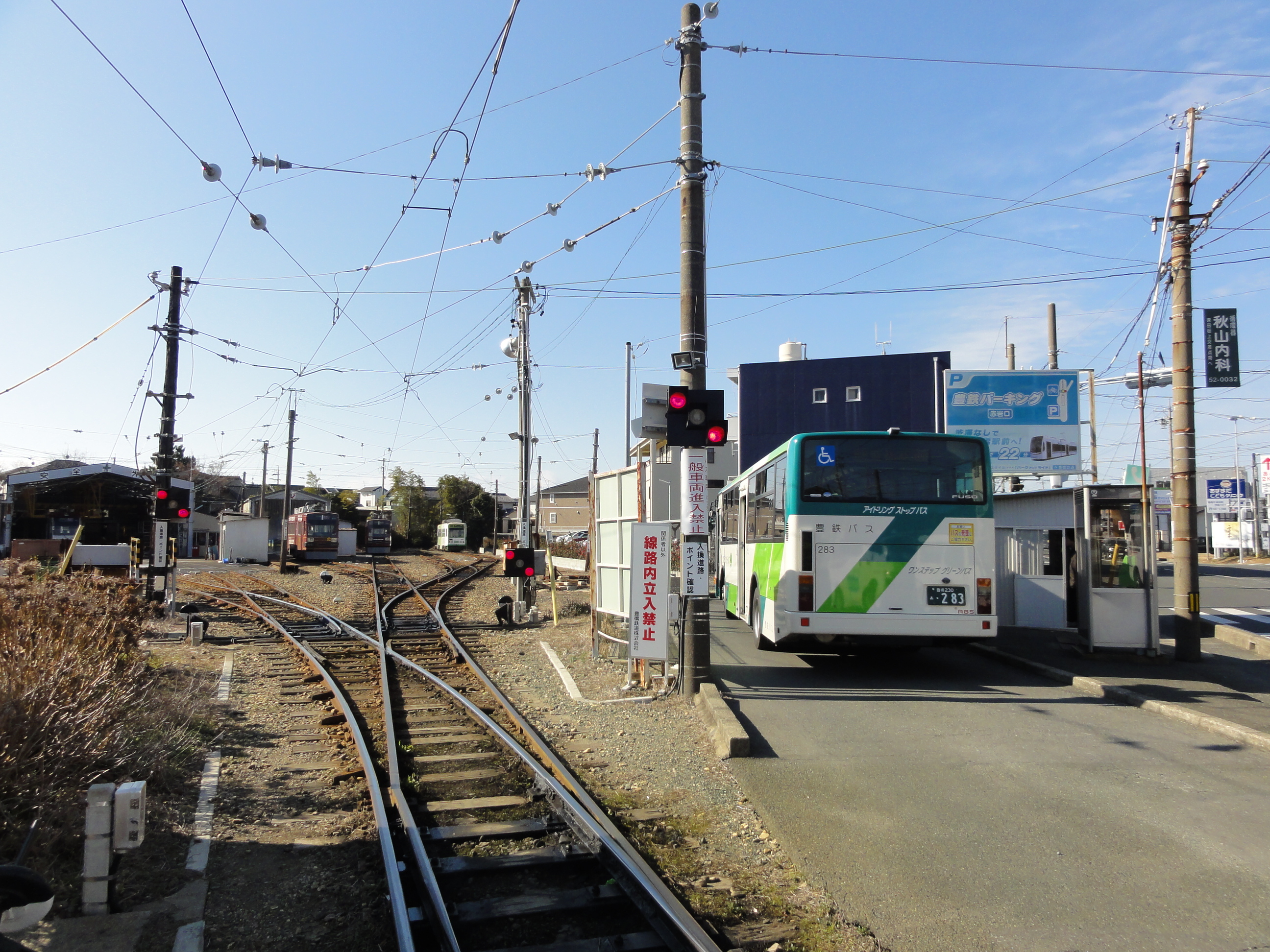
赤岩口バス停（2014年1月、左は赤岩口分区（車両基地））

停留所のすぐ南に「赤岩口」バス停があり、以下の路線が発着する。
- 豊鉄バス：飯村岩崎線
- 柿の里バス：アイセロ化学北・森岡・下条・和田辻東・賀茂・石巻西川方面
- 柿の里バス：豊橋医療センター方面

## 隣の停留場
豊橋鉄道
■東田本線
井原停留場 (12) - 赤岩口停留場 (13)